# Justin Yifu Lin
 (octobre 2023).
La mise en forme du texte ne suit pas les recommandations de Wikipédia : il faut le « wikifier ».
Les points d'amélioration suivants sont les cas les plus fréquents. Le détail des points à revoir est peut-être précisé sur la page de discussion.
- Les titres sont pré-formatés par le logiciel. Ils ne sont ni en capitales, ni en gras.
- Le texte ne doit pas être écrit en capitales (les noms de famille non plus), ni en gras, ni en italique, ni en « petit »…
- Le gras n'est utilisé que pour surligner le titre de l'article dans l'introduction, une seule fois.
- L'italique est rarement utilisé : mots en langue étrangère, titres d'œuvres, noms de bateaux, etc.
- Les citations ne sont pas en italique mais en corps de texte normal. Elles sont entourées par des guillemets français : « et ».
- Les listes à puces sont à éviter, des paragraphes rédigés étant largement préférés. Les tableaux sont à réserver à la présentation de données structurées (résultats, etc.).
- Les appels de note de bas de page (petits chiffres en exposant, introduits par l'outil «  Source ») sont à placer entre la fin de phrase et le point final[comme ça].
- Les liens internes (vers d'autres articles de Wikipédia) sont à choisir avec parcimonie. Créez des liens vers des articles approfondissant le sujet. Les termes génériques sans rapport avec le sujet sont à éviter, ainsi que les répétitions de liens vers un même terme.
- Les liens externes sont à placer uniquement dans une section « Liens externes », à la fin de l'article. Ces liens sont à choisir avec parcimonie suivant les règles définies. Si un lien sert de source à l'article, son insertion dans le texte est à faire par les notes de bas de page.
- La présentation des références doit suivre les conventions bibliographiques. Il est recommandé d'utiliser les modèles {{Ouvrage}}, {{Chapitre}}, {{Article}}, {{Lien web}} et/ou {{Bibliographie}}. Le mode d'édition visuel peut mettre en forme automatiquement les références.
- Insérer une infobox (cadre d'informations à droite) n'est pas obligatoire pour parachever la mise en page.

Pour une aide détaillée, merci de consulter Aide:Wikification.
Si vous pensez que ces points ont été résolus, vous pouvez retirer ce bandeau et améliorer la mise en forme d'un autre article.
Justin Yifu Lin (né le 15 octobre 1952) est un économiste chinois, professeur d'économie à l'Université de Pékin. Il a été économiste en chef et premier vice-président de la Banque mondiale de 2008 à 2012. Il est nommé conseiller du Conseil d'État de Chine depuis septembre 2013,.
Alors capitaine des forces terrestres et commandant de compagnie sur les îles Kinmen, Lin traverse un canal à la nage et se réfugie à Xiamen, en Chine continentale, en mai 1979,. Il devient économiste après avoir poursuivi des études supérieures en économie à l'université de Pékin et à l'Université de Chicago, où il obtient une maîtrise en économie en 1982 et un doctorat en 1986. Son directeur de thèse à l'université de Chicago était l'économiste Theodore Schultz, lauréat du prix Nobel. Après avoir terminé ses études postdoctorales à l'Université de Yale, il retourne à Pékin et devient professeur d'économie à l'Université de Pékin en 1987. Il fonde le Centre chinois de recherche économique (actuellement l'École nationale de développement de l'Université de Pékin) et est ensuite nommé économiste en chef et premier vice-président de la Banque mondiale, poste qu'il occupe de 2008 à 2012. Il retourne ensuite à Pékin où il reprend ses recherches à l'université.
Son principal travail académique s'appelle la nouvelle économie structurelle.
À l'université de Pékin, il est actuellement doyen de l'Institut de la nouvelle économie structurelle, doyen honoraire de l'Institut national de développement et doyen de l'Institut de la coopération Sud-Sud et du développement.

## Biographie

### Début de la vie
Lin est né le 15 octobre 1952 dans le comté de Yilan, à Taiwan, sous le nom de Lin Zhengyi. Il fait ses études secondaires au lycée national Yilan. En 1971, il est admis au Collège d'agriculture de l'Université nationale de Taiwan pour étudier les machines agricoles dans le cadre du département de génie agricole. Michael Pillsbury se souvient que Lin était président de l'association des étudiants en 1971, alors qu'il étudiait le chinois dans cette même université. En 1971, il quitte l'école alors qu'il est en première année, pour effectuer un service militaire volontaire dans l'armée.

### Éducation précoce et demande d’asile

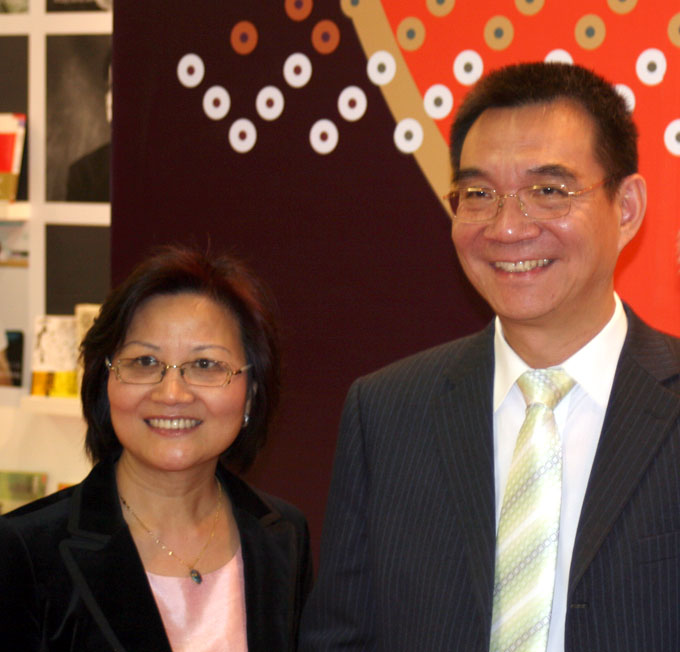
Justin Yifu Lin et son épouse à la Foire du livre de Francfort 2009.

En 1976, Lin s'inscrit au programme MBA de l'université nationale Chengchi de Taïwan grâce à une bourse de la défense et est retourné dans l'armée après avoir obtenu son MBA en 1978. Capitaine dans l'armée de la République de Chine à Taïwan, il quitte les îles Kinmen à la nage pour Xiamen, en Chine continentale, afin d'obtenir l'asile le 17 mai 1979. Lin a laissé sa femme enceinte et son enfant de trois ans à Taïwan ; un an après sa demande d'asile, il a été déclaré « disparu » par l'armée de la République de Chine et sa femme réclame l'équivalent de 31 000 dollars au gouvernement. Sa femme et leurs enfants le rejoignent des années plus tard lorsqu'ils sont tous deux partis étudier aux États-Unis. Alors qu'il est officier dans l'armée de la ROC, Lin est considéré comme un soldat modèle ; après sa désertion, la ROC l'inscrit d'abord sur la liste des disparus, mais en 2000, elle émet un ordre d'arrestation avec l'accusation de défection.
Dans une lettre écrite à sa famille à Taïwan environ un an après sa demande d'asile, Lin déclare que « sur la base de ma compréhension culturelle, historique, politique, économique et militaire, je suis convaincu que le retour à la mère patrie est une inévitabilité historique ; c'est aussi le meilleur choix» Un ancien élève de l'Université nationale de Taïwan, Hongsheng Zheng (zh), confirme la raison et le motif de Lin. Le frère aîné de Lin déclare qu'il est injuste de qualifier son jeune frère de traître. « Je ne comprends pas pourquoi les gens le considèrent comme un méchant », déclare-t-il. « Mon frère veut simplement réaliser son rêve. »

### Formation et carrière ultérieures
Lin obtient une maîtrise en économie politique à l'Université de Pékin en 1982 et un doctorat en économie à l'Université de Chicago en 1986. Il est l'un des premiers citoyens de la République Populaire de Chine à obtenir un doctorat en économie à l'Université de Chicago.
Le 16 septembre 2008, l'Université Fordham organise une réception en l'honneur de M. Lin, économiste en chef et premier vice-président de la Banque mondiale.
Lin reçoit un doctorat honorifique de Fordham en 2009 et est élu membre correspondant de la British Academy en 2010. Son livre de 2012, The Quest for Prosperity: How Developing Economies Can Take Off, plaide en faveur d'un rôle actif du gouvernement dans le développement, non seulement par la fourniture classique d'infrastructures et l'application de la loi, mais aussi en identifiant et en soutenant activement les industries qui contribuent à la croissance.
Lin est le premier directeur du Centre chinois de recherche économique dont il est le fondateur. Il est ancien professeur d'économie à l'Université de Pékin et à l'Université des sciences et technologies de Hong Kong. Il est également conseiller du China Finance 40 Forum (CF40).

## Travaux

### Livres sélectionnés
- Lin, Justin Yifu, Fang Cai et Zhou Li. Le miracle chinois : stratégie de développement et réforme économique. Hong Kong : Presse universitaire chinoise, 2003.
- Lin, Justin Yifu. Démystifier l'économie chinoise. Cambridge : Cambridge University Press, 2011.
- Lin, Justin Yifu. La quête de la prospérité : comment les économies en développement peuvent décoller. Princeton, New Jersey : Princeton University Press, 2012.
- Lin, Justin Yifu. Nouvelle économie structurelle : un cadre pour repenser le développement et la politique. La Banque mondiale, 2012.

### Articles sélectionnés
- Lin, Justin Yifu. « Le système de responsabilité des ménages dans la réforme agricole en Chine : une étude théorique et empirique. » Développement économique et changement culturel 36, non. 3 (1988) : 199-224.
- Lin, Justin Yifu. « Réformes rurales et croissance agricole en Chine », American Economic Review, 82 no. 1 (1992) : 34-51.
- Lin, Justin Yifu et Dennis Tao Yang. « Sur les causes de la crise agricole en Chine et de la famine du Grand Bond », China Economic Review 9, no. 2 (1998) : 125-140.
- Lin, Justin Yifu. « Concurrence, fardeaux politiques et réforme des entreprises publiques », American Economic Review, 88 no. 2 (1998) : 422-27.
- Lin, Justin Yifu. et Zhiqiang Liu. « Décentralisation budgétaire et croissance économique en Chine ». Développement économique et changement culturel 49, non. 1 (2000) : 1-21.
- Lin, Justin Yifu. « La Chine et l'économie mondiale », China Economic Journal, 4 no. 1 (2011) : 1-14
- Lin, Justin Yifu. « Nouvelle économie structurelle : un cadre pour repenser le développement », World Bank Research Observer, 26, no. 2 (2011) : 193-221.